# Белорусская партия независимых социалистов
Белорусская партия независимых социалистов (бел. Беларуская партыя незалежных сацыялістаў, БПНС) — политическая партия в Польской Республике, действовала в 1922—1925 гг.
БПНС была создана С. А. Рак-Михайловским как левое крыло Белорусской социал-демократической партии. Изначально не противопоставляла себя социал-демократам. Вместе с Белорусской социал-демократической партией, Белорусской революционной организацией и Белорусской христианской демократией участвовала в работе Белорусского центрального выборного комитета и в разработке выборочной платформы.
На выборах в ноябре 1922 г. Рак-Михайловский избран послом на польский сейм. Позже к нему присоединились послы Волошин П. П., Метла П. В., Тарашкевич Б. А., которые под влиянием КПЗБ и КП(б)Б вышли из Белорусского посольского клуба и 24 июня 1925 г. создали в сейме фракцию — Белорусскую крестьянско-рабочую громаду. В конце 1925 г. послы фракции вместе с коммунистами создали одноимённую массовую организацию, таким образом БПНС слилась с КПЗБ.